# Noord-Beiers
Het Noord-Beiers is een dialect van het Beiers.
Het onderscheidt zich met name door één typische diftong: de ou, waar de andere dialecten ua hebben (vgl. Bambergs Broùda, Münchens Bruàda, Standaardduits Bruder "broer"). Verder staat het lexicografisch duidelijk dichter bij het Hoogduits. Naar het noorden toe gaan de dialecten langzaamaan over in het Oostopperfrankisch, de dialectgroep die het dichtst bij de Duitse standaardtaal staat.